# Give It Up (Bonnie Raitt)
Give It Up è il secondo album discografico in studio della cantante statunitense Bonnie Raitt, pubblicato nel settembre del 1972.

## Tracce
Lato A
1. Give It Up or Let Me Go – 4:28 (Bonnie Raitt)
2. Nothing Seems to Matter – 4:04 (Bonnie Raitt)
3. I Know – 3:40 (Barbara George)
4. If You Gotta Make a Fool of Somebody – 2:54 (Rudy Clarke)
5. Love Me Like a Man – 3:10 (Chris Smither, testi adattati da Bonnie Raitt)

Durata totale: 18:16
Lato B
1. Too Long at the Fair – 2:54 (Joel Zoss)
2. Under the Falling Sky – 3:38 (Jackson Browne)
3. You Got to Know How – 3:32 (Sippie Wallace, testi adattati da Jack Viertel)
4. You Told Me Baby – 4:01 (Bonnie Raitt)
5. Love Has No Pride – 3:43 (Eric Kaz, Libby Titus)

Durata totale: 17:48

## Formazione
- Bonnie Raitt - voce, cori, chitarra, steel guitar, pianoforte, chitarra a 12 corde
- Jack Viertel - steel guitar
- Lou Terriciano - pianoforte
- Dave Holland - basso
- Chris Parker - batteria
- Mark Jordan - pianoforte, Fender Rhodes, vibrafono
- Freebo - chitarra a 12 corde, cori, basso, tuba
- Dennis Whitted - batteria
- John Hall - chitarra elettrica, cori, steel guitar
- Eric Kaz - pianoforte, Fender Rhodes, vibrafono
- Wells Kelly - batteria, cori, congas
- Merl Saunders - pianoforte
- T.J. Tindall - chitarra elettrica
- Gene Boris Stashuk - violoncello
- Amos Garrett - trombone
- John Payne - sassofono soprano, clarinetto, sassofono tenore
- Terry Eaton - sassofono tenore
- Peter Eckland - cornetta
- Paul Butterfield - armonica
- Jackie Lomax, Tim Moore - cori

Note aggiuntive
- Michael Cuscuna - produttore
- Registrato al Bearsville Recording Studios di Bearsville, New York nel giugno del 1972
- Kendall Do the Dog Pacios - ingegnere di registrazione, ingegnere al remissaggio
- Nick Jameson - ingegnere al remissaggio[1]